# Синья
Синья (итал. Signa) — коммуна в Италии, располагается в регионе Тоскана, в провинции Флоренция.
Население составляет 17913 человека (2008 г.), плотность населения составляет 995 чел./км². Занимает площадь 19 км². Почтовый индекс — 50058. Телефонный код — 055.
Покровительницей населённого пункта считается святая Иоанна Синьянская.

## Демография
Динамика населения:

## Администрация коммуны
- Официальный сайт: http://www.comune.signa.fi.it/